# 千葉龍太
千葉龍太（ちば　りょうた、1975年9月17日－）は神奈川県横浜市出身のジャーナリスト。神奈川県内の中小企業を中心に取材活動を続けている。かながわ経済新聞代表兼編集長。

## 来歴
- 2000年：朝日ニュースター入社[1]、報道制作本部。
- 2001年：日刊工業新聞社に入社[1]。相模支局配属[2]。神奈川県央地域の町工場などを取材。
- 2003年：東京本社編集局配属。産業部記者として、中小・ベンチャー企業、環境ビジネス、エネルギー業界、電機業界、製紙業界、環境省などを担当[2]。在職時は２００社以上を取材。
- 2008年[3]：神奈川新聞社に入社。[1]整理部に配属される。
- 2009年[3]：同新聞経済部。同部で東京証券取引所、横浜経済界、日本銀行横浜支店、日産自動車などを担当。
- 2013年7月：かながわ経済新聞を設立。総合情報誌『ニューリーダー』にも定期執筆している。

## 著書
- 「環境ソリューション企業総覧」2004年、企業情報センター刊(分担執筆)など